# Deveselu, Olt
Deveselu este satul de reședință al comunei cu același nume din județul Olt, Oltenia, România.

## Scutul american antirachetă
Pe 4 februarie 2010, Consiliul Suprem de Apărare a Țării a răspuns afirmativ la invitația SUA de a amplasa instalații terestre antirachetă SM-3 în România pentru a proteja sudul Europei de rachetele iraniene cu rază scurtă și intermediară de acțiune. Sistemele vor fi operaționale începând cu anul 2015. Pe 2 mai 2011, președintele Traian Băsescu a anunțat decizia CSAT și a consilierilor SUA privind amplasarea instalațiilor de lansare. Sistemul SM-3 din România va fi instalat la fosta bază aeriană Deveselu din județul Olt. Baza aeriană a fost desființată în 2002 și a intrat în conservare. Costul reabilitării bazei aeriene și al instalării sistemului SM-3 este de 400 de milioane de dolari, iar costul anual al întreținerii este estimat la 20 de milioane de dolari, ambele fiind suportate de către Statele Unite ale Americii.

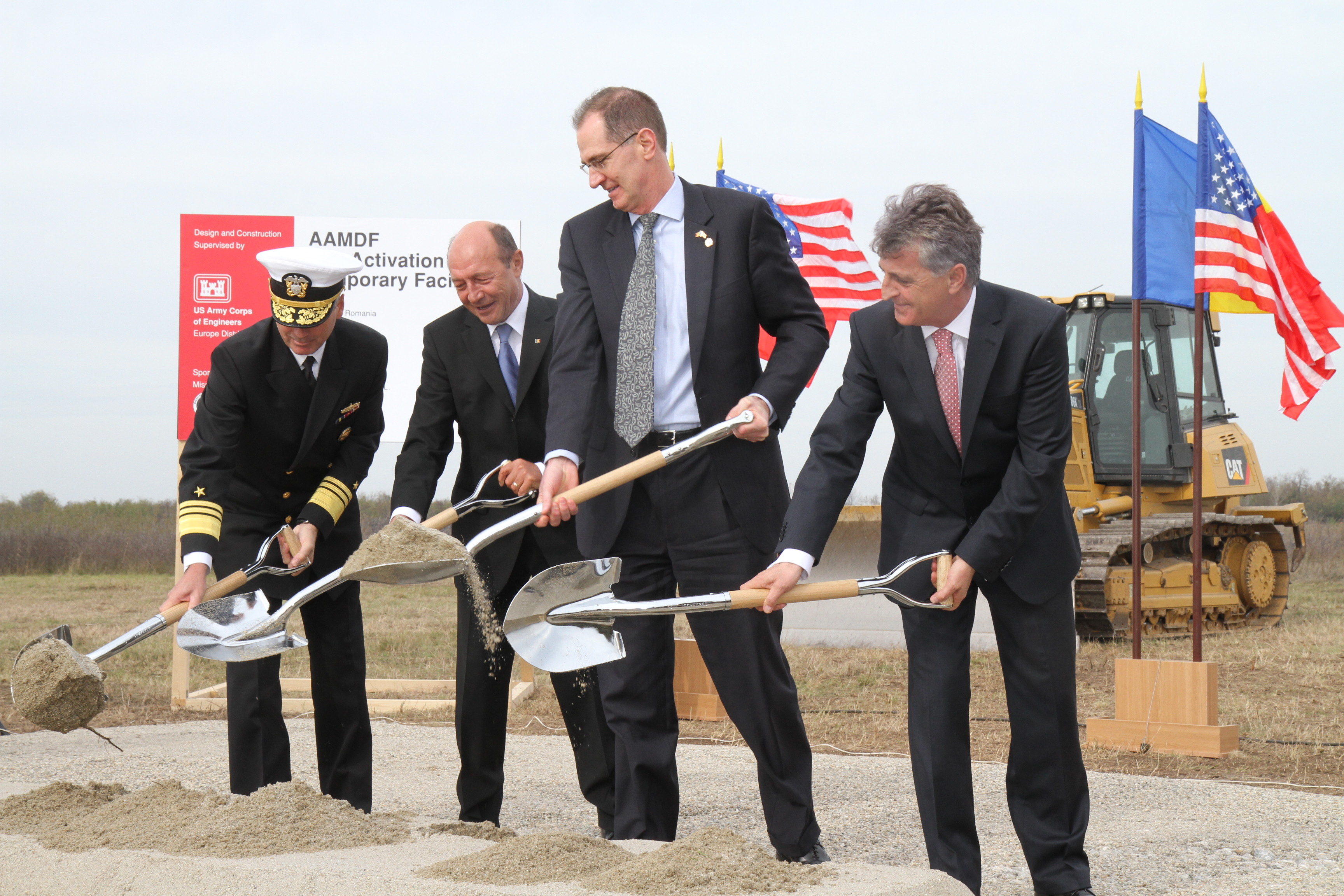
Oficialități americane și române pun piatra de temelia a complexului de apărare antirachetă Aegis Ashore la Deveselu

Sistemul antirachetă de la Deveselu va consta în 3 baterii cu 24 de rachete SM-3 Block IB, deservite de aproximativ 200 de soldați americani (cu un maximum de 500). Baza aeriană va fi sub comanda Forțelor Aeriene Române. România va suporta costurile punerii la dispoziție a bazei aeriene și cele ale asigurării pazei.
La 28 octombrie 2013, la Baza Militară Deveselu a avut loc ceremonia oficială de marcare a începerii lucrărilor principale de construcție la componenta din România a scutului antirachetă.
În reacție, președintele Rusiei, Vladimir Putin a declarat în iunie 2015 că „Doar un om «bolnav la minte» poate crede că Rusia va ataca NATO“, adăugând că SUA vor deteriorarea relațiilor Moscovei cu UE și sugerând că Washingtonul a provocat criza din Ucraina.